# Метробус Буэнос-Айреса
Метробус Буэнос-Айреса — сеть автобусов скоростного транспорта города, которая обслуживает город Буэнос-Айрес, Аргентина. Метробус запущен в мае 2011 года, первый маршрут проложен по улице Хуан Б. Хусто, и связал районы Линьерс и Палермо. Представляет собой систему физически отделённых от основного потока линий для движения автобусов с остановочными платформами, преимущественно, по центру проезжей части. Оплата проезда проводится непосредственно в автобусе.

## История
Первый маршрут автобусов был открыт для публики в мае 2011 года, и проходит через проспект Авенида Хуан Б. Хусто, соединяющий районы Линиерс и Палермо. Этот маршрут имеет 21 остановку и составляет 12 км (7,5 миль).
Второй маршрут был открыт 24 июля 2013 года, охватывает большую часть проспекта Авенида 9 де Хулио, имеет 17 остановок и составляет 3 километра (1,9 мили).
Третий маршрут открылся 14 августа 2013 года, состоит из 36 остановок и составляет 23 километра (14 миль). Этот маршрут проходит через важные улицы южной части города, в результате чего пассажиры едут из района Конститусьон через вокзал железной дороги Ferrocarril General Roca до Авенида Хенераль Пас. В некоторых частях этого маршрута (по Авениде Рабаналь) автобусные линии сливаются с общим движением и позже возвращаются на выделенную линию.
9 октября 2013 года правительство города объявило о планах по расширению сети маршрутов метробуса, которая будет иметь общую протяженность 56 километров (35 миль). Когда работы будут завершены, она будет иметь в общей сложности 7 маршрутов, перевозящих приблизительно 1,2 миллиона пассажиров в день. 
Четвёртый маршрут, Метробус Кабилдо, был открыт в июне 2015 года и соединяет станцию метро Конгресо де Тукуман (конечная станция метро Буэнос-Айреса линии D) с департаментом Висенте Лопес в Большом Буэнос-Айресе. Этот маршрут первоначально был рассчитан на поездку до границы города, однако был увеличен в связи с нехваткой маршрутов за пределы города.
Восьмой маршрут, который планировалось открыть в 2015 году, будет работать в направлении с севера на юг в западной части города. Этот маршрут, скорее всего, заменит часть планируемой линии метро I, в то время как на другой части этой линии будут работать автобусы других маршрутов.

## Линия Хуан Б. Хусто
Метробус Хуан Б. Хусто был первым маршрутом, он открылся в 2011 году и пролегает почти по всей длине проспекта Авенида Хуан Б. Хусто. Он составляет 12 км (7,5 миль) в длину, имеет 21 остановки. Пассажиропоток составляет около 100 000 пассажиров в день, а частота движения — один автобус через каждые 2 минуты. Предполагается, что реализация маршрута Метробус по проспекту сократила время поездки на 40%, в то же время обеспечивая возможность пересадки на линию D метро Буэнос-Айреса, а также на станции Сармьенто и Сан-Мартин пригородной железнодорожной линии. Кроме того, эксклюзивная полоса для метробуса используется и для машин скорой помощи. Реализация маршрута метробуса была встречена с некоторой критикой со стороны владельцев магазинов, расположенных по проспекту, которые больше не могли рассчитывать на места парковки для покупателей в часы пик из-за меньшего числа полос для регулярного движения. Появление данного маршрута также привело к увеличению на 30% автобусных поездок в результате уменьшения времени ожидания на остановках.

## Линия 9 де Хулио
Маршрут Метробуса 9 де Хулио составляет 3 км (1,9 мили) в длину с 13 остановками и проходит по проспекту Авенида 9 де Хулио, идя примерно примерно по тому же маршруту, что и линия C метро Буэнос-Айреса. Основная цель создания этого маршрута — соединить две железнодорожные станции: Ретиро и Контитусьон и обслужить около 250 тысяч пассажиров в день, которые пользуются автобусными маршрутами, идущими по проспекту, время в пути составляет примерно 15 минут вместо прежних 30 минут, когда ещё не существовало маршрута Метробуса 9 де Хулио. Национальное правительство критиковали за создание маршрута Метробуса, совпадающего с линией метро С, однако нет никаких доказательств того, что число пассажиров на линии метро снизилось. Кроме того, во время строительства маршрута были также резкие критические замечания, что множество деревьев вдоль проспекта исчезнет в результате создания маршрута, однако городское правительство заявило, что после того, как строительство было завершено, было посажено на 550 больше деревьев вдоль проспекта, чем было до начала строительства. В мае 2015 года были открыты два новых (90 метров и 230 метра) тоннеля для движения транспорта на южном конце данного маршрута. Эти туннели идут от железнодорожного вокзала Конститусьон и предназначены для уменьшения трафика в зоне вокруг вокзала, а также сокращения длительности поездки на маршруте Метробуса.

## Линия Сур
Маршрут Метробуса Сур был открыт в 2013 году и соединяет железнодорожную станцию Контитусьон, расположенную в южной части города, заканчивающейся мостом Пуэнте Нория (граница между городом и Большим Буэнос-Айресом.  Маршрут имеет две ветви, составляет 23 километров (14 миль) в длину и имеет 37 остановок. Маршрут соединяется с PreMetro E2, а также с линией метро H на станции Инклан и линией метро C на станции Конститусьон, где он также соединяется с железной дорогой Ferrocarril General Roca.
Кроме того, он в будущем соединится с линией метро H на строящейся станции Саэнс после того, как линия метро, строящаяся там, будет соединяться с пригородной железнодорожной линией Línea Belgrano Sur. Маршрут по оценкам обслуживает около 250 000 пассажиров в день, его создание увеличило пассажиропоток на 30% и сократило длительность поездки на 15%.